# Brache Vondern

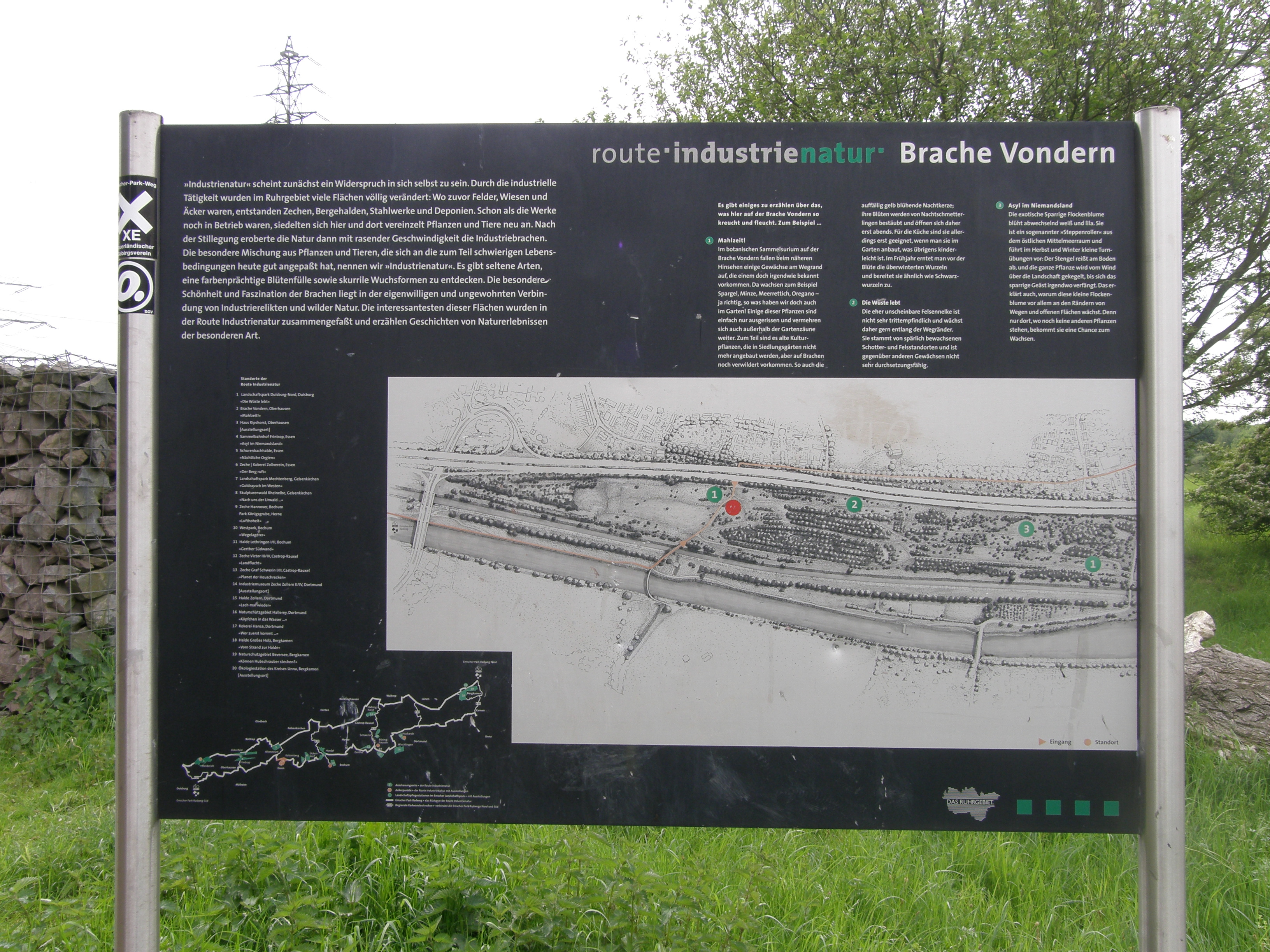
Informationsschild der Route Industrienatur mit Lageplan

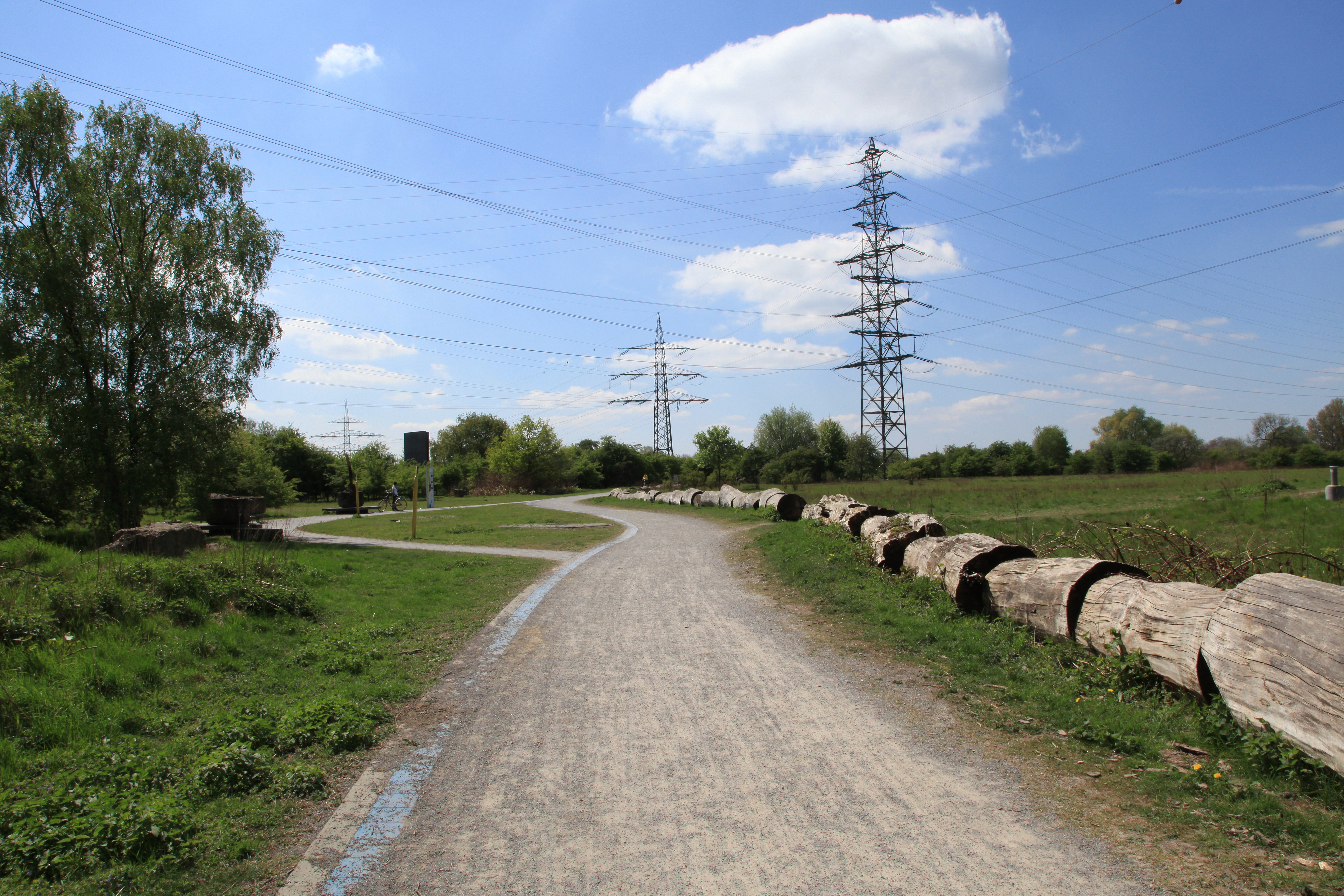
Brache Vondern (2013)

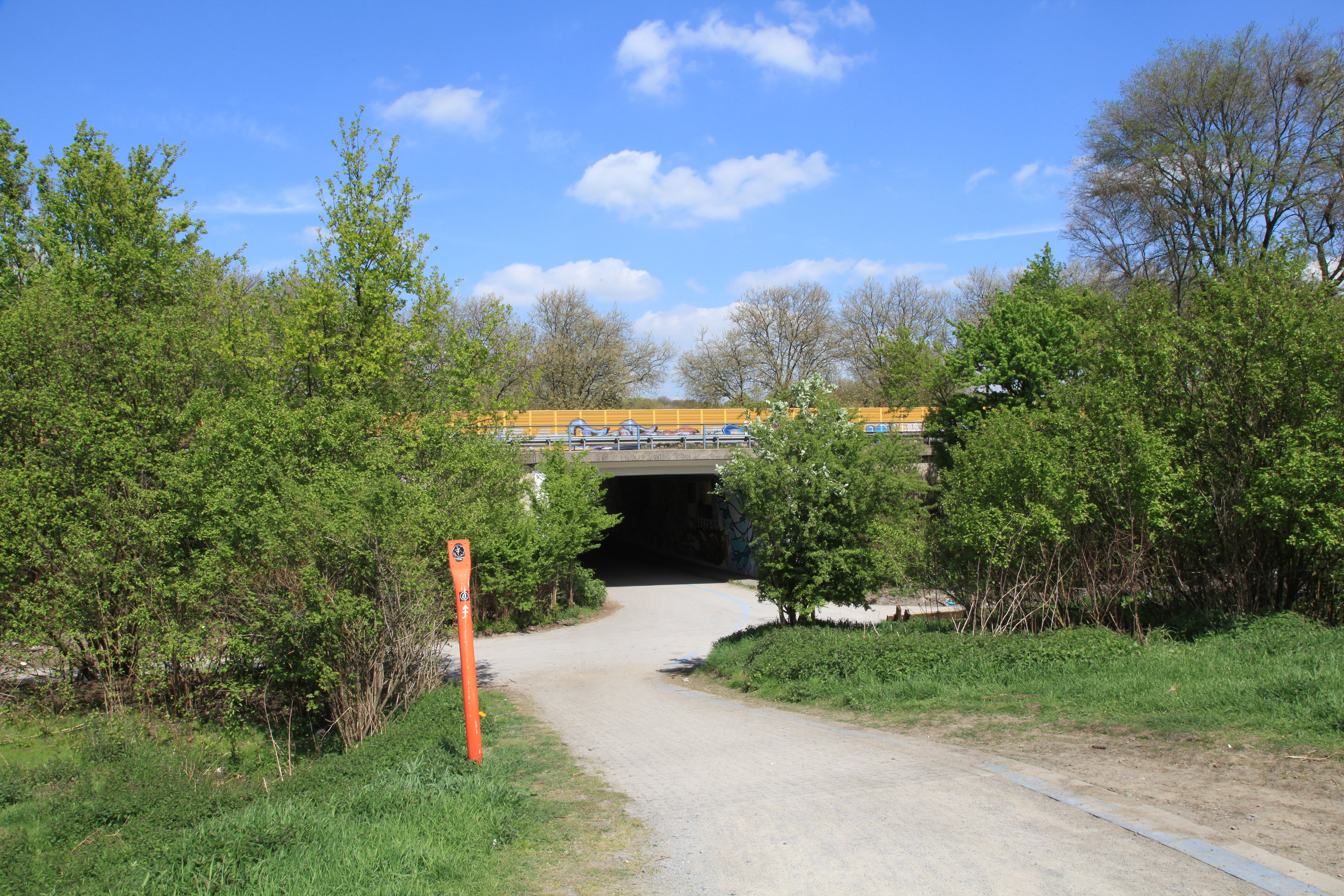
Autobahnbrücke A 42 an der Brache Vondern (2013)

Die Brache Vondern ist die heutige Brachfläche auf dem Gelände der ehemaligen Zeche Vondern. Sie wird als Naherholungsgebiet, Kunstinstallations- und Verbindungsraum genutzt. Sie gehört zum Emscher Landschaftspark und ist eine Station der Route der Industriekultur.

## Geschichte
Die Zeche Vondern war schon am Ende des 19. Jahrhunderts am Rande der Emscher in der Nähe der Burg Vondern abgeteuft worden. Nach Anbau einer Kokerei und wirtschaftlichem Aufstieg bis zum Ersten Weltkrieg kam mit der Weltwirtschaftskrise die Stilllegung in den 30er Jahren. Als Außenstelle der Zeche Jacobi wurde sie noch bis 1965 zur Wetterführung genutzt und danach vollständig abgebaut. Das mit Altlasten belastete Gelände blieb anschließend sich selbst überlassen.

## Gelände
Seit 1974 führt über den nördlichen Geländeteil der Emscherschnellweg (A42). Durch einen Fußgänger- und Radfahrtunnel ist der Zugang zur ehemaligen Zechensiedlung Vondern und zur Burg Vondern gewährleistet. Südlich wird das Gelände vom Rhein-Herne-Kanal, der Emscher und der zwischen den beiden liegenden Emscherinsel begrenzt. Hier ist durch die bogenförmige, nach ihrem Architekten benannte Schlaich-Brücke der Übergang zum Haus Ripshorst und weiter zur Neuen Mitte Oberhausen gegeben. Direkt an der Brücke unterquert der Läppkes Mühlenbach mittels eines Dükers den Kanal und mündet in die Emscher. Östlich schließt die Breilstraße, westlich die L450 den Bereich ab.
Auf dem Gelände hat sich eine artenreiche Fauna entwickelt, meist Trockenrasengesellschaften und wechselfeuchte Pflanzengesellschaften. Alte Kulturpflanzen wie die Rapunzel-Glockenblume, das früher zum Waschen verwendete Seifenkraut, die Wilde Möhre oder die Gelbe Nachtkerze haben sich angesiedelt. Das Informationszentrum im nahegelegenen Haus Ripshorst bietet regelmäßig naturkundliche Führungen auf dem Gelände der Brache an.

## Künstlerische Entwicklung
In Ost-West-Richtung ist die Brache durch den Emscher-Park-Weg und den Emscher Park Radweg schon über Jahre hinweg gut erschlossen, für die Nord-Süd-Richtung galt dies lange Zeit nicht. Ab 2008 entwickelten die Arbeitsgemeinschaft Neues Emschertal und örtliche Künstler ein Konzept um den Verbindungsraum in Nord-Süd-Richtung zu betonen und attraktiver zu gestalten. Grundgedanke war dabei die Idee einer „Landschaftsbauhütte“, in der verschiedene Gruppen miteinander arbeiten. In Zusammenarbeit von Künstlern, Arbeitslosen und Anwohnern wurden die Wegführung optimiert, verschiedene Kunstwerke aufgestellt, Relikte der ehemaligen Zechenanlage aufgearbeitet, Ruheinseln und neue Ausblicke geschaffen. Die Arbeiten wurden stark handwerklich orientiert ausgeführt. Unterstützt wurde das Konzept von der Emschergenossenschaft, dem Regionalverband Ruhr und der Stadt Oberhausen.

## Objekte und Gestaltung
- Ein „Blaues Band“ aus Pflastersteinen als Farbstreifen führt vom Klärpark Läppkes über Haus Ripshorst durch die Brache Vondern bis zur Burg Vondern.
- Die Unterführung der A42 wurde durch eine Lichtinstallation aufgehellt und durch die Künstler Bruno Schulte und Jan Tesche beidseitig mit zwei grafischen vollformatigen Wandgestaltungen versehen. Der Wandel des Revierstandortes von der reinen Abschöpfung materieller Güter bis zur immateriellen Inwertsetzung, Renaturierung und Neuerkennung wird abstrahiert und als waagerecht laufenden Film dem Reviermenschen erfahrbar gemacht; um eine neue Identifikation mit der Lebensumgebung zu erleichtern und eine Aneignung zu ermöglichen.[1]
- Die Flanken der Autobahn sind auf der nördlichen Seite teilweise mit Mosaiken aus dem Schülerprojekt von Guido Berndsen versehen worden.
- Nahe der Unterführung findet sich gut versteckt in dem natürlichen Bewuchs der „Brachenthron“ von Will Brands, den er zusammen mit Schülern, Kräften der Ruhrwerkstatt und Anwohnern aufgebaut hat.[2]
- Auf Ruheinseln am Wegesrand sind Fundstücke aus dem Gelände aufgestellt. Anwohner hatten die alten Mauerreste, Metallteile und sonstigen Überbleibsel der Zechen- und Kokereizeit zusammengesucht.
- Fünf „Semaphoren“ wurden an markanten Punkten und in Sichtweite voneinander aufgestellt. Verschieden geformte, rostige Stangen tragen jeweils ein blaues Glas, das im Dunkeln glimmt. Die Energieversorgung geschieht durch Solarpanels.
- Der rote „Stufenturm“ von Hartwig Kompa am westlichen Rand des Geländes ist von der Autobahn aus sichtbar. Er verweist zugleich auf die Farbe der Hochspannungsmasten.
- Die aus Stahlbeton gefertigte Skulptur „Durchblicksmauern“ von Guido Berndsen soll an ihrem Standort am Deich der Emscher “für einen neuen, fokussierten Blick auf die Umgebung sorgen”[3]
- Mit der „Emschersäule“ auf der Emscherinsel will Hermann ES Richter die technische Überformung der Landschaft zeigen.